# Saint-Éloi-de-Fourques
Saint-Éloi-de-Fourques – miejscowość i gmina we Francji, w regionie Normandia, w departamencie Eure.
Według danych na rok 1990 gminę zamieszkiwało 360 osób, a gęstość zaludnienia wynosiła 50 osób/km² (wśród 1421 gmin Górnej Normandii Saint-Éloi-de-Fourques plasuje się na 562. miejscu pod względem liczby ludności, natomiast pod względem powierzchni na miejscu 522.).